# Quemperven
Quemperven település Franciaországban, Côtes-d’Armor megyében. Lakosainak száma 416 fő (2022. január 1.). Quemperven Caouënnec-Lanvézéac, Cavan, Langoat, Lanmérin és Rospez községekkel határos.

## Népesség
A település népességének változása:
| Lakosok száma | 407  | 340  | 350  | 366  | 395  | 386  | 379  | 381  | 393  | 416  |
|               | 1968 | 1982 | 1990 | 2006 | 2013 | 2015 | 2017 | 2019 | 2020 | 2022 |